# Гласгюттен (Баварія)
Гласгюттен (нім. Glashütten) — громада в Німеччині, розташована в землі Баварія. Підпорядковується адміністративному округу Верхня Франконія. Входить до складу району Байройт. Складова частина об'єднання громад Містельгау.
Площа — 3,53 км2. Населення становить 1396 ос. (станом на 31 грудня 2020).

## Галерея

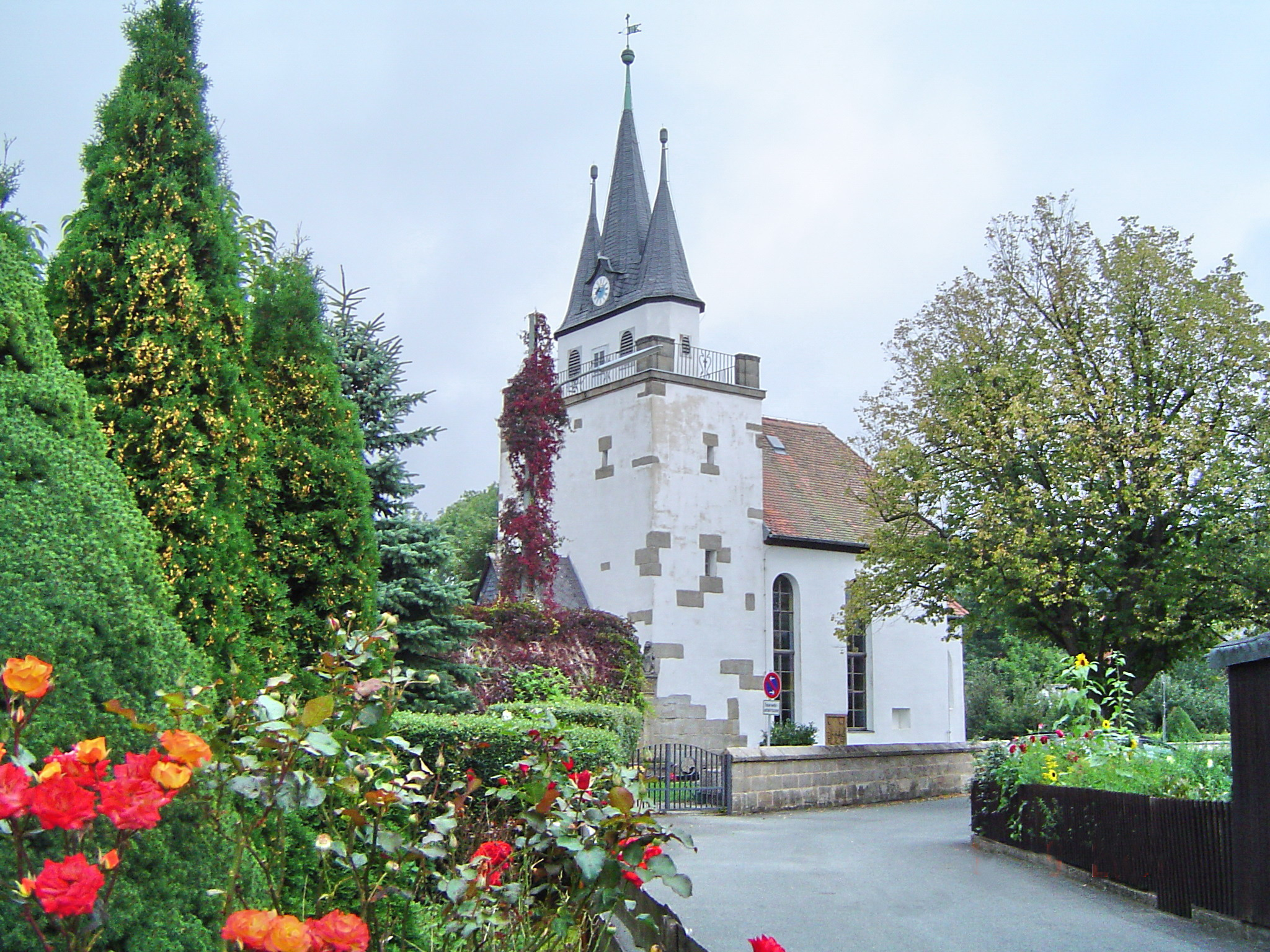
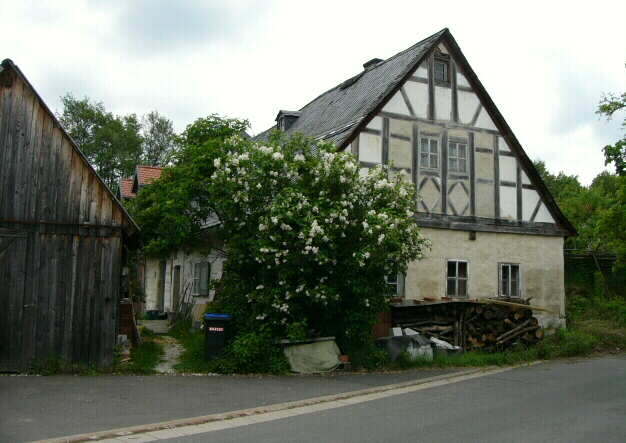
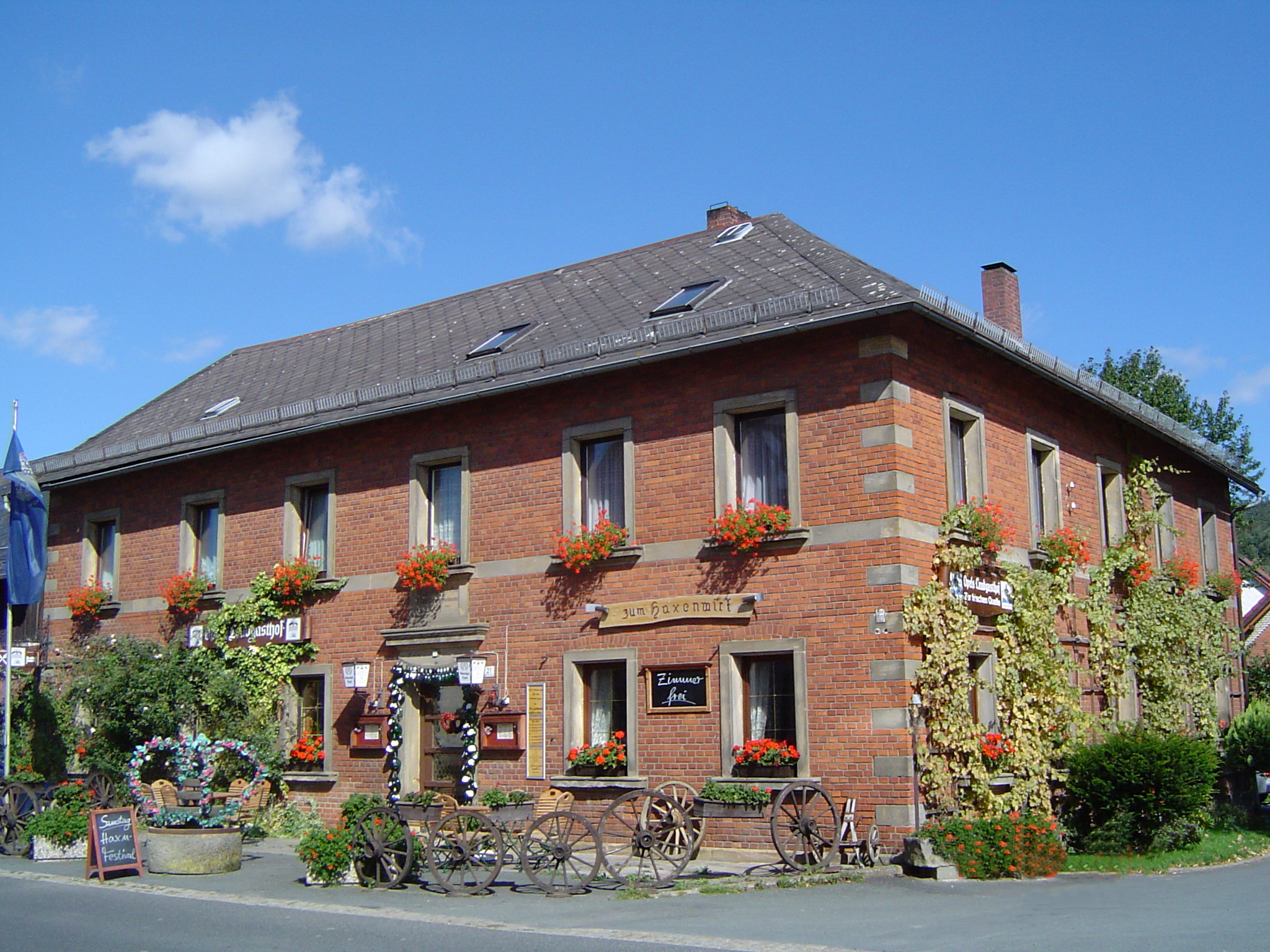
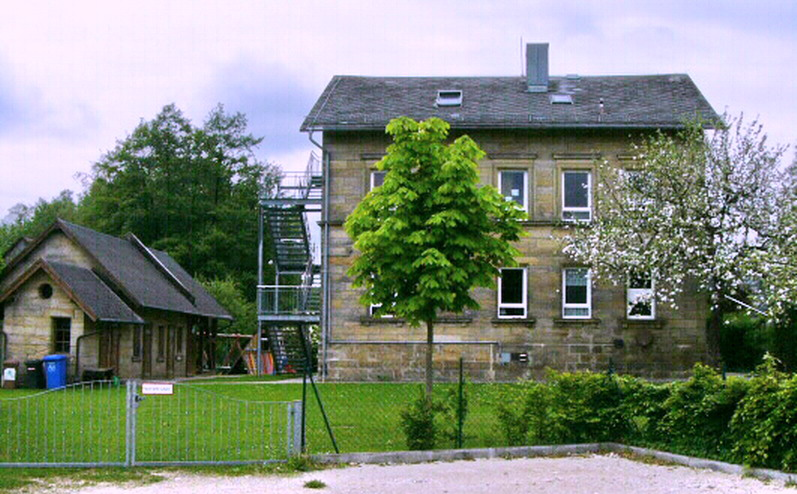
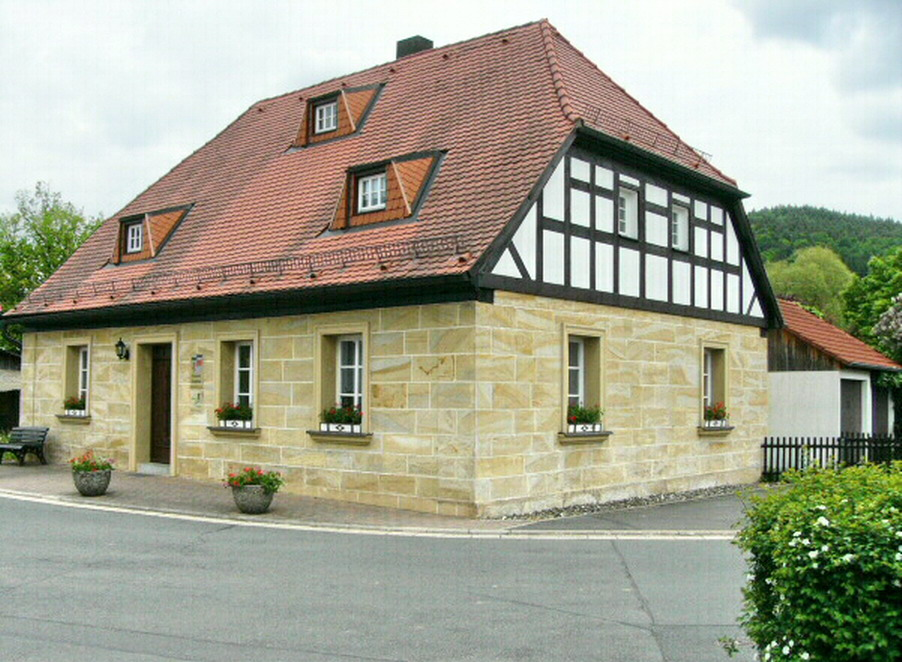